# LaDox
| laDox             | laDox                    |
| ----------------- | ------------------------ |
|                   |                          |
| Lema:             | Actualízate              |
| País:             | España                   |
| Lanzada el:       | 23 de mayo de 2007       |
| Fin de emisiones: | 20 de septiembre de 2007 |
| Operada por:      | Grupo Carpe y Barcava    |
| Sitio web:        | laDox                    |

laDox era la segunda cadena de Canal NOX, un portal de publicaciones web en castellano que funcionaba como si de una cadena de televisión convencional se tratase. laDox estaba reservada a un público más adulto que su hermana mayor, y el grueso de su programación lo componían las reposiciones de las series más populares de NOX, y los informativos. Su primera emisión data del 23 de mayo de 2007, con un programa especial de laDox Noticias. La cadena estuvo operada por el Grupo Carpe de Comunicación (80%) y la productora independiente Barcava (20%) hasta su cierre en otoño de 2007.

## Historia

### Antecedentes
Durante el segundo año de vida de Canal NOX, la administración de la cadena llegó a la conclusión de que era necesario crear un contenedor en el que se almacenaran todas las series que habían pasado por NOX, de forma que quedara testigo de ellas. Se empezó a barajar entonces la posibilidad de crear un segundo canal con este fin. La productora Barcava (que había diseñado el programa de cine Night Films y la serie OWNERS para Canal NOX) enseguida apoyó el proyecto, pero en ese momento se pospuso a otros planes más inmediatos.

### Lanzamiento
En abril de 2007, el Grupo Carpe volvió a poner sobre la mesa el proyecto de laDox. Así, la noche del 23 de mayo de 2007 se puso en marcha el proyecto con la emisión de una gala de apertura en la que se mostraron los principales contenidos de la cadena para la temporada de verano. Al día siguiente empezaron las reposiciones regulares de las ciberseries Amigos hasta la muerte y Dreamz, y al final de la semana podían leerse ya en línea todos los títulos del canal a extepción de HIM y Crazy Girls, que fueron estrenados a lo largo del mes de julio. 
Durante el verano de 2007 laDox se alzó como la cadena líder debido a su gran oferta de ciberseries, ya que además de las reposiciones obtenidas de Canal NOX también emitió avances de los estrenos de esta cadena para la temporada 2007/2008; y, hacia el final de septiembre, sendos programas especiales con motivo de la entrega de los MTV Music Video Awards y los Premios Emmy.

### Cierre
En septiembre de 2007 el Grupo Carpe y Bracava se reunieron en la sede de laDox para discutir el futuro de la cadena. Por un lado, laDox se había convertido en un éxito de audiencia, superando en el número de visitas totales y mensuales, y en los porcentajes de audiencias a los canales de la competencia (B&W y ABS principalmente) y colocándose a la cabeza; pero por otro lado su mantenimiento suponía una gran inversión de recursos. En un principio, Barcava sugirió producir series originales para hacer más competitiva la oferta de laDox, pero finalmente esa idea fue desechada.
En otoño de 2007 se hacía finalmente efectivo el cierre de laDox en el momento en el que la cadena era el portal de ciberseries en español más visitado.

## Programación

### Reposiciones
| - Adivina quién viene a cenar - Amigos hasta la muerte - Blood Series - Brujas Desesperadas - Crazy Girls - CSI: Versión Original - Dreamz - HIM - La vidente y el cocinero - OWNERS - Pasión Oscura - Seven Sins |

### Programas especiales
En ocasiones especiales, laDox se ha dispuesto para cubrir eventos especiales, ya sea a través de sus programas de sociedad o de sus informativos. En todos los casos, las emisiones han significado un antes y un después en el mundo de la cibertelevisión.

## Audiencias
laDox no se quedó atrás frente a su "hermana mayor" (Canal NOX) en lo que a audiencias se refiere, logrando alcanzar las 1.400 visitas en su primer mes de vida, algo poco corriente tratándose de un portal que ofrecía tan solo reposiciones. En el momento de su cierre, laDox se encontraba a punto de alcanzar las 50.000 visitas totales, aunque su cuota mensual había bajado en 6%.

## Canal NOX
Canal NOX fue la primera cadena en abierto del Grupo Carpe. Operada por el Grupo y la compañía AMZ, comenzó su andadura en 2005. Emitió series y programas originales, además de ciberseries de producción externa y cine de todo tipo. Tras tres años de emisiones ininterrumpidas, Canal NOX cerró en otoño de 2007.